# GeorgiaSkies
GeorgiaSkies — торговая марка (бренд) региональной авиакомпании Соединённых Штатов Америки Pacific Wings, под которой выполняются регулярные пассажирские перевозки в штате Джорджия в рамках государственной программы Essential Air Service субсидирования авиационного сообщения на региональных и местных направлениях.

## История
В июне 2008 года федеральное правительство подписало с авиакомпанией Pacific Wings контракт на выполнение в рамках программы Essential Air Service регулярных рейсов в аэропорты городов Атенс и Мэйкон (Джорджия) из международного аэропорта Хартсфилд-Джексон в Атланте. Полёты по данным направлениям начались 29 сентября 2008 года на самолётах Cessna Grand Caravan под торговой маркой GeorgiaSkies.

## Маршрутная сеть

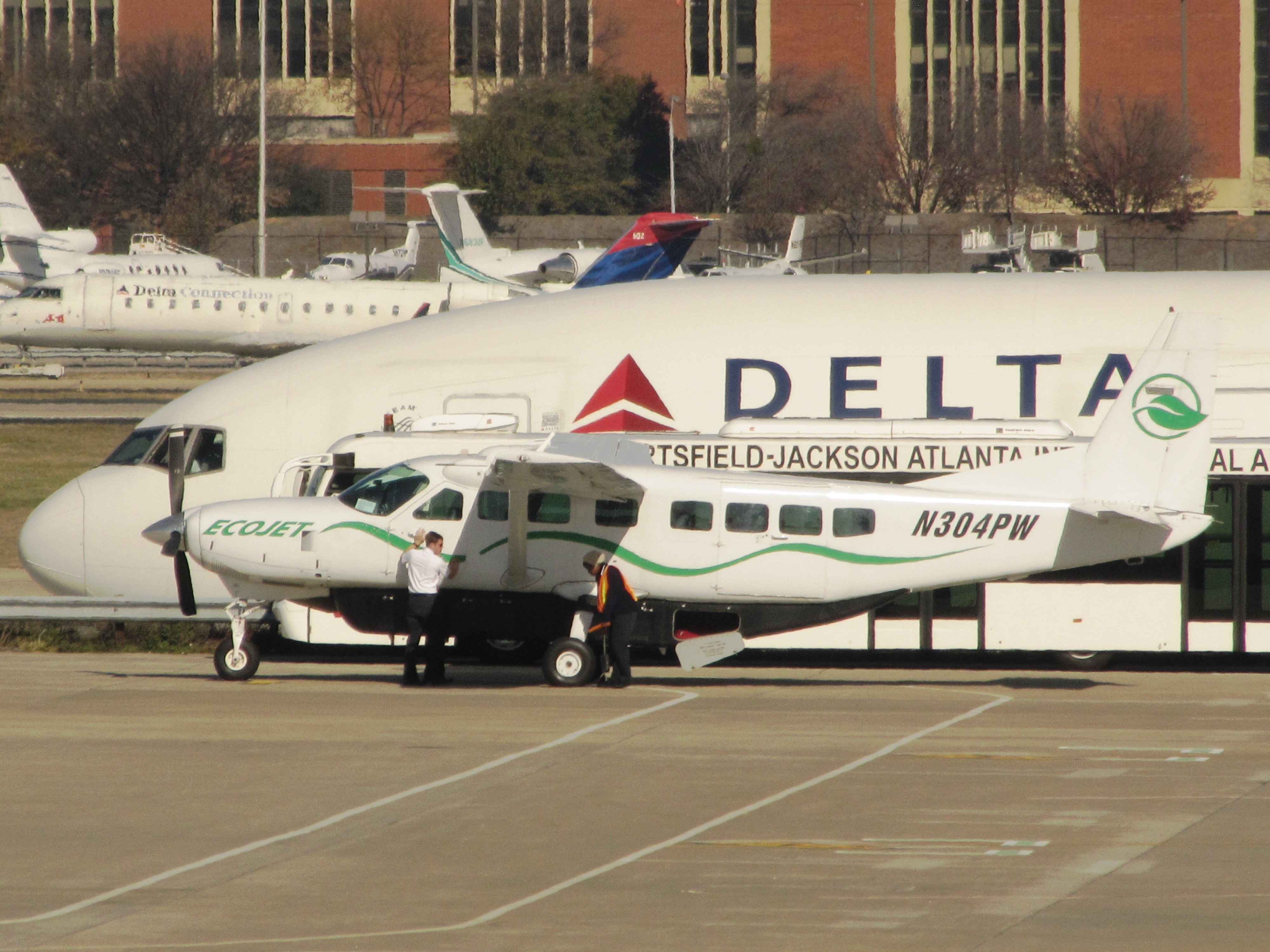
Cessna 208B Grand Caravan в международном аэропорту Хартсфилд-Джексон (Атланта)

По состоянию на февраль 2012 года маршрутная сеть регулярных перевозок под брендом GeorgiaSkies включала в себя следующие пункты назначения:

### США

#### Джорджия
- Атланта — международного аэропорта Хартсфилд-Джексон хаб
- Мэйкон — региональный аэропорт Мэйкон

## Флот
В феврале 2012 года под брендом GeorgiaSkies работали два девятиместных самолёта Cessna 208B Grand Caravan.